# Hypancistrocerus dallatorrei
Hypancistrocerus dallatorrei är en stekelart som först beskrevs av Brethes 1906.  Hypancistrocerus dallatorrei ingår i släktet Hypancistrocerus och familjen Eumenidae. Inga underarter finns listade i Catalogue of Life.